# UEFA Champions League 2019-2020 (spareggi)
Gli spareggi della UEFA Champions League 2019-2020 si sono disputati tra il 20 e il 28 agosto 2019. Hanno partecipato a questa fase della competizione 12 club: 6 di essi si sono qualificati alla successiva fase a gironi, composta da 32 squadre.

## Date
| Fase     | Sorteggio                            | Andata            | Ritorno           |
| -------- | ------------------------------------ | ----------------- | ----------------- |
| Spareggi | 5 agosto 2019, ore 12:00 CEST (Nyon) | 20-21 agosto 2019 | 27-28 agosto 2019 |

## Partecipanti
| Legenda                                                                  |
| ------------------------------------------------------------------------ |
| I club vincitori avanzano alla fase a gironi                             |
| I club eliminati partecipano alla fase a gironi della UEFA Europa League |

| Squadre         | Coeff    |
| Campioni        | Campioni |
| --------------- | -------- |
| Ajax            | 70.500   |
| CFR Cluj        | 31.000   |
| Stella Rossa    | 31.000   |
| Dinamo Zagabria | 29.500   |
| Young Boys      | 27.500   |
| APOEL           | 25.500   |
| Slavia Praga    | 21.500   |
| Rosenborg       | 18.500   |

| Squadre     | Coeff    |
| Piazzate    | Piazzate |
| ----------- | -------- |
| Krasnodar   | 93.000   |
| Club Bruges | 65.000   |
| LASK        | 54.500   |
| Olympiacos  | 44.000   |

## Sorteggio
Il sorteggio è stato effettuato il 5 agosto 2019. Le squadre sono state suddivise in due urne ("teste di serie" e "non teste di serie") in base al loro coefficiente UEFA; la squadra sorteggiata per prima gioca l'andata in casa. Le squadre provenienti da Ucraina e Russia non potevano essere sorteggiate insieme e, per evitare una situazione simile, le quattro squadre sono state divise in due accoppiamenti prima del sorteggio.
| Teste di serie  | Coeff    | Non teste di serie | Coeff    |
| Campioni        | Campioni | Campioni           | Campioni |
| --------------- | -------- | ------------------ | -------- |
| Ajax            | 70.500   | Young Boys         | 27.500   |
| CFR Cluj        | 31.000   | APOEL              | 25.500   |
| Stella Rossa    | 31.000   | Slavia Praga       | 21.500   |
| Dinamo Zagabria | 29.500   | Rosenborg          | 18.500   |
| Piazzate        |          |                    |          |
| Krasnodar       | 93.000   | LASK               | 54.500   |
| Club Bruges     | 65.000   | Olympiacos         | 44.000   |

## Risultati
| Squadra 1       | Totale      | Squadra 2    | Andata   | Ritorno  |
| Campioni        | Campioni    | Campioni     | Campioni | Campioni |
| --------------- | ----------- | ------------ | -------- | -------- |
| Dinamo Zagabria | 3 - 1       | Rosenborg    | 2 - 0    | 1 - 1    |
| CFR Cluj        | 0 - 2       | Slavia Praga | 0 - 1    | 0 - 1    |
| Young Boys      | 3 - 3 (gfc) | Stella Rossa | 2 - 2    | 1 - 1    |
| APOEL           | 0 - 2       | Ajax         | 0 - 0    | 0 - 2    |
| Piazzate        |             |              |          |          |
| LASK            | 1 - 3       | Club Bruges  | 0 - 1    | 1 - 2    |
| Olympiacos      | 6 - 1       | Krasnodar    | 4 - 0    | 2 - 1    |

### Andata

#### Campioni
| Nicosia 20 agosto 2019, ore 21:00 CEST | APOEL               | 0 – 0 referto | Ajax | GSP (14 549 spett.)\| Arbitro: \| Antonio Mateu Lahoz \| |
| Arbitro:                               | Antonio Mateu Lahoz |               |      |                                                          |

| Arbitro: | Cüneyt Çakır |

|  |           |              |
|  | Marcatori | 28’ Masopust |

| Arbitro: | Danny Makkelie |

|                             |           |                                 |
| Assalé 7’ Hoarau 76’ (rig.) | Marcatori | 18’ Degenek 46’ Garcia Ezequiel |

| Arbitro: | Daniele Orsato |

|                              |           |  |
| Petković 8’ (rig.) Oršić 28’ | Marcatori |  |

#### Piazzate
| Arbitro: | Szymon Marciniak |

|  |           |                    |
|  | Marcatori | 10’ (rig.) Vanaken |

| Arbitro: | Carlos del Cerro Grande |

|                                                     |           |  |
| Guerrero 30’ Ranđelović 78’, 85’ Daniel Podence 89’ | Marcatori |  |

### Ritorno

#### Campioni
| Arbitro: | Anthony Taylor |

|               |           |                          |
| Vukanović 59’ | Marcatori | 82’ (aut.) Ben Nabouhane |

| Arbitro: | Ovidiu Hațegan |

|              |           |           |
| Akintola 11’ | Marcatori | 71’ Gojak |

| Arbitro: | Felix Zwayer |

|                       |           |  |
| Álvarez 43’ Tadić 80’ | Marcatori |  |

| Arbitro: | Gianluca Rocchi |

|           |           |  |
| Bořil 66’ | Marcatori |  |

#### Piazzate
| Arbitro: | Damir Skomina |

|           |           |                   |
| Utkin 10’ | Marcatori | 11’, 48’ El-Arabi |

| Arbitro: | Felix Brych |

|                             |           |                   |
| Vanaken 70’ Bonaventure 89’ | Marcatori | 74’ (rig.) Klauss |